# Josip Šimić (Fußballspieler)
Josip Šimić (* 16. September 1977 in Zagreb) ist ein ehemaliger kroatischer Fußballspieler.
Seine Fußballlaufbahn begann bei ONS Hitrec-Kacijan. Über Slaven Belupo ging es dann zu Dinamo Zagreb. Seine erste Auslandsstation hatte der Kroate 2000 in Belgien beim FC Brügge. Danach wechselte der Stürmer zu Aris Saloniki nach Griechenland. 2003 ging der Linksfuß in den fernen Osten zu Ulsan Hyundai. In der Saison 2005/06 spielte Šimić beim FC Kärnten in Österreich. Ab Sommer 2006 passte er jedoch nicht mehr in das Konzept des Vereins und war schließlich mehrere Monate vereinslos, bis er im Januar 2007 beim kroatischen Erstligisten NK Varteks Varaždin einen neuen Vertrag unterschrieben hat.
Šimić spielte 1999 und 2000 insgesamt sieben Mal für die kroatische Fußballnationalmannschaft.